# South Border
South Border är en filippinsk musikgrupp.

## Karriär
Bandet bildades år 1996 i Davao. Idag består det av sex medlemmar men ytterligare nio personer har tidigare varit medlemmar i gruppen. Deras självbetitlade debutalbum South Border släpptes 1996 och totalt har de släppt sju album. År 1999 släppte de ett livealbum och 2002 ett samlingsabum. Deras album Episode III från 2004 släpptes i en ny version 2005.

## Diskografi

### Album
- 1996 - South Border
- 1998 - South Border Bump!
- 1999 - South Border The Live Album
- 2001 - The Way We Do
- 2002 - Retrospective
- 2004 - Episode III
- 2005 - Episode III Platinum Edition